# روبرت بيكر
روبرت بيكر (بالإنجليزية: Robert Baker)‏ (13 يوليو 1849 - 21 يونيو 1896) هو لاعب كريكت بريطاني (وحمل سابقاً جنسية المملكة المتحدة لبريطانيا العظمى وأيرلندا).